# لوکا لگنیز
لوکا لگنیز (انگلیسی: Luca Lagnese؛ زادهٔ ۶ سپتامبر ۱۹۸۷) بازیکن فوتبال اهل ایتالیا است. از باشگاه‌هایی که در آن بازی کرده است می‌توان به باشگاه فوتبال یوونتوس اشاره کرد.